# Waterford (villa)
Waterford es una villa ubicada en el condado de Saratoga en el estado estadounidense de Nueva York. En el año 2000 tenía una población de 2,204 habitantes y una densidad poblacional de 2,985 personas por km².

## Geografía
Waterford se encuentra ubicada en las coordenadas 42°47′28″N 73°40′47″O / 42.79111, -73.67972.

## Demografía
Según la Oficina del Censo en 2000 los ingresos medios por hogar en la localidad eran de $34,135, y los ingresos medios por familia eran $45,375. Los hombres tenían unos ingresos medios de $35,543 frente a los $25,912 para las mujeres. La renta per cápita para la localidad era de $18,141. Alrededor del 12.6% de la población estaban por debajo del umbral de pobreza.